# 도리이촌 (나가노현)
도리이촌(일본어: 鳥居村)은 일본 나가노현 가미미노치군에 있던 촌이다. 현재의 나가노시에 해당한다.

## 역사
- 1889년 4월 1일 - 정촌제 시행에 의해 4개 촌의 구역을 확장해 가미미노치군 도리이촌이 성립하였다.
- 1954년 7월 1일 - 가미사토촌과 합병해 도요노촌이 성립하여, 동일 도리이촌은 폐지되었다.

## 교통

### 철도
- 일본국유철도
  - 이야마선

### 도로
- 국도 제18호선
- 국도 제117호선

## 참고문헌
- 大日本篤農家名鑑編纂所編『大日本篤農家名鑑』大日本篤農家名鑑編纂所、1910年。
- 『가도카와 일본 지명 대사전 20 長野県』。